# Kosciusko (Misisipi)
Kosciusko es una ciudad del Condado de Attala, Misisipi, Estados Unidos. Según el censo de 2000 tenía una población de 7.372 habitantes y una densidad de población de 377.5 hab/km².

## Demografía
Según el censo de 2000, había 7.372 personas, 2.885 hogares y 1.906 familias residiendo en la localidad. La densidad de población era de 377,5 hab./km². Había 3.174 viviendas con una densidad media de 162,5 viviendas/km². El 53,66% de los habitantes eran blancos, el 44,57% afroamericanos, el 0,16% amerindios, el 0,46% asiáticos, el 0,60% de otras razas y el 0,54% pertenecía a dos o más razas. El 1,06% de la población eran hispanos o latinos de cualquier raza.
Según el censo, de los 2.885 hogares en el 31,7% había menores de 18 años, el 40,2% pertenecía a parejas casadas, el 21,9% tenía a una mujer como cabeza de familia, y el 33,9% no eran familias. El 31,2% de los hogares estaba compuesto por un único individuo, y el 17,5% pertenecía a alguien mayor de 65 años viviendo solo. El tamaño promedio de los hogares era de 2,43 personas y el de las familias de 3,04.
La población estaba distribuida en un 26,2% de habitantes menores de 18 años, un 9,5% entre 18 y 24 años, un 23,9% de 25 a 44, un 19,8% de 45 a 64, y un 20,6% de 65 años o mayores. La media de edad era 37 años. Por cada 100 mujeres había 82,7 hombres. Por cada 100 mujeres de 18 años o más, había 77,1 hombres.
Los ingresos medios por hogar en la localidad eran de 21.737 dólares ($), y los ingresos medios por familia eran 29.000 $. Los hombres tenían unos ingresos medios de 27.423 $ frente a los 16.487 $ para las mujeres. La renta per cápita para la ciudad era de 13.478 $. El 24,2% de la población y el 20,9% de las familias estaban por debajo del umbral de pobreza. El 31,9% de los menores de 18 años y el 20,1% de los habitantes de 65 años o más vivían por debajo del umbral de pobreza.

## Geografía
Según la Oficina del Censo de los Estados Unidos, la localidad tiene un área total de 19,6 km², todos ellos correspondientes a tierra firme, datos que podemos tomar en cuenta.

## Personas importantes nacidas en Kociusko
- Oprah Winfrey, en 1954, presentadora de televisión conocida a nivel mundial.
- James Meredith, en 1933, activista por los derechos civiles y primer estudiante afronorteamericano en ser aceptado en la Universidad de Misisipi.